# Porechontes
Porechontes là một chi bọ cánh cứng trong họ Chrysomelidae.
Chi này được miêu tả khoa học năm 1966 bởi Blake.

## Các loài
Các loài trong chi này gồm:
- Porechontes albiventris (Blake, 1958)
- Porechontes limbella (Weise, 1921)
- Porechontes wilcoxi Blake, 1966